# Cheiracanthium apia
Cheiracanthium apia is een spinnensoort uit de familie Cheiracanthiidae.
De wetenschappelijke naam van de soort werd in 1998 gepubliceerd door Norman Ira Platnick.